# Технологический университет имени Боливара
Технологический Университет имени Боливара (исп. Universidad Tecnológica de Bolívar) — университет на севере Колумбии с международным признанием, расположен в городе Картахена де Индиас.
Это единственный университет в Картахене, имеющий национальную институциональную аккредитацию.
Университет сотрудничает с предприятиями города с 1975 года.

## Специальности

### Инженерный факультет
- Радиотехника (Ingeniería electrónica)
- Машиностроение
- Строительство
- Прикладная экология (Ingeniería ambiental)
- Электротехника
- Производственная инженерия
- Компьютерная инженерия
- Инженерия по мекатронике

### Факультет экономических наук
- Экономика
- Бухгалтерское дело
- Менеджмент
- Финансы и международные бизнесы

### Факультет гуманитарных и социальных наук
- Психология
- Журналистика
- Политология и Международные отношения
- Юриспруденция

## Магистратура

### Инженерный факультет
- Корабельностроение
- Логистика
- Магистратура по инженерному делу

### Факультет экономических наук
- MBA
- Executive MBA
- Магистратура по устойчивому развитию
- Международная торговля
- Управление туристическими предприятиями

### Педагогический факультет
- магистратура по педагогике